# Козоріг суматранський
{{#ifeq:0|0|{{#if:|{{#if:Capricornissumatraensis|[[]}}|}}}}
Козері́г суматра́нський (Capricornis sumatraensis) — вид копитних тварин роду козеріг родини бикових.

## Поширення
Країни поширення: Бангладеш, Бутан, Камбоджа, Китай, Індія, Лаос, Індонезія, Малайзія, Таїланд, М'янма, Непал, В'єтнам. Населяє круті гірські схили між 200 і 3000 м над рівнем моря, покриті як первинними, так і вторинними лісами. Як правило, одиночні, але були виявлені невеликі групи до семи особин. Годується в ранні години вранці та пізно ввечері, ховаючись під нависаючими скелями і каменями протягом решти частини дня.

## Поведінка
Як і всі козероги, ймовірно, головним чином одинаки і їдять трави, листя та інший рослинний матеріал.

## Морфологія
Хутро сіро-чорне. Шия зверху вкрита гривою. Ноги довгі, хвіст — короткий обрубок. Обидві статі мають короткі, злегка вигнуті назад роги, до 25 сантиметрів у довжину. Висота в холці: 850-940 мм.

## Загрози
C. sumatraensis є одним із зникаючих видів. Причини лежать в полюванні на м'ясо і передбачувану цілющу силу їх частин тіла. Крім того, знищення їх місця існування в результаті збезлісення.